# Styraconyx turbinarium
Espèce
Styraconyx turbinarium est une espèce de tardigrades de la famille des Styraconixidae.

## Distribution
Cette espèce est endémique des îles de la Société en Polynésie française. Elle a été découverte à Moorea dans du sable de corail dans l'océan Pacifique.

## Publication originale
- Bartels, Fontoura & Nelson, 2015 : New records of marine tardigrades from Moorea, French Polynesia, with the description of Styraconyx turbinarium sp. nov. (Arthrotardigrada, Halechiniscidae). Zootaxa, no 3955(3), p. 389-402.